# Antoni Durski-Trzaska

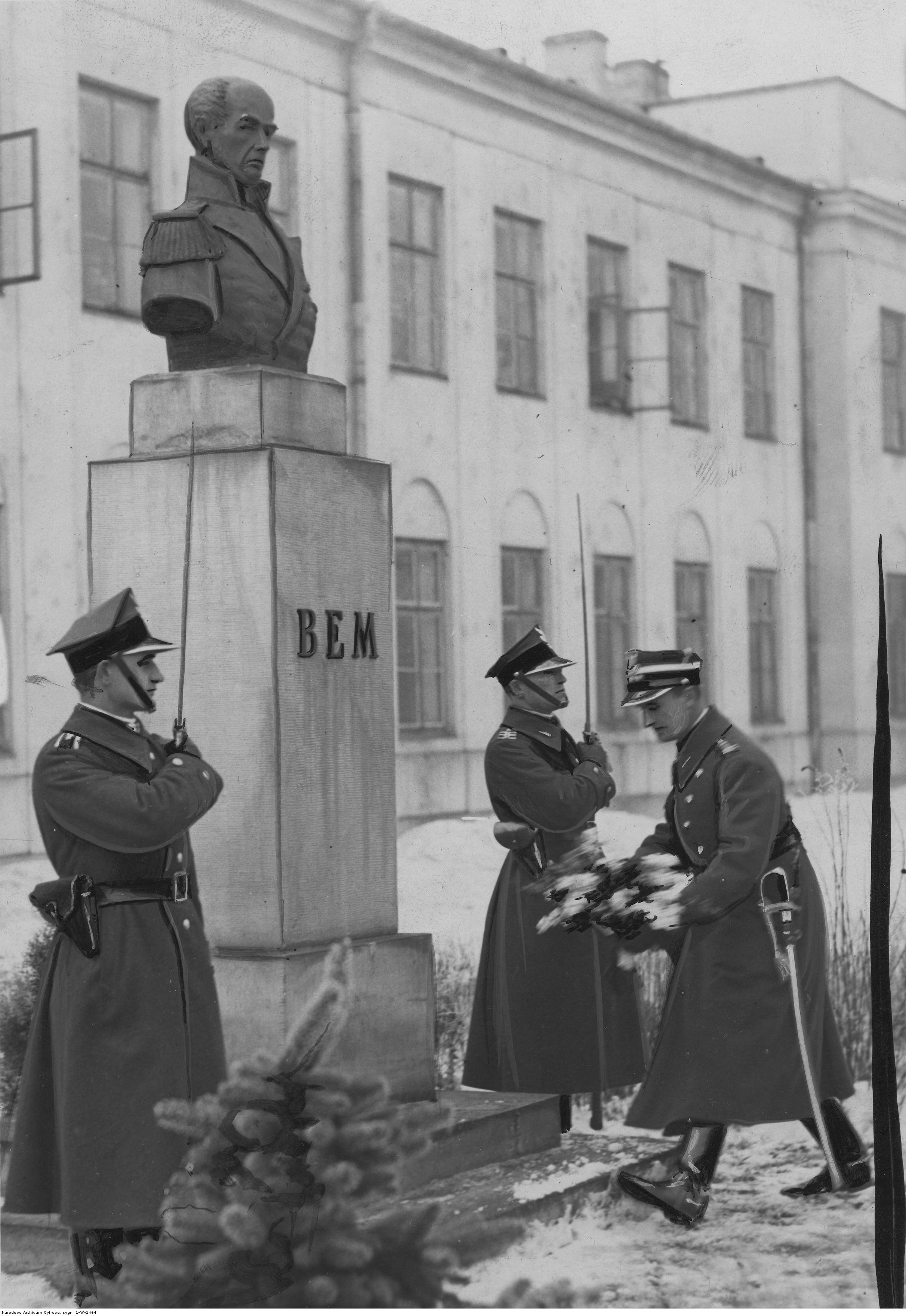
Święto 1 dak – płk Antoni Durski-Trzaska składa wieniec pod pomnikiem gen. Józefa Bema; marzec 1929

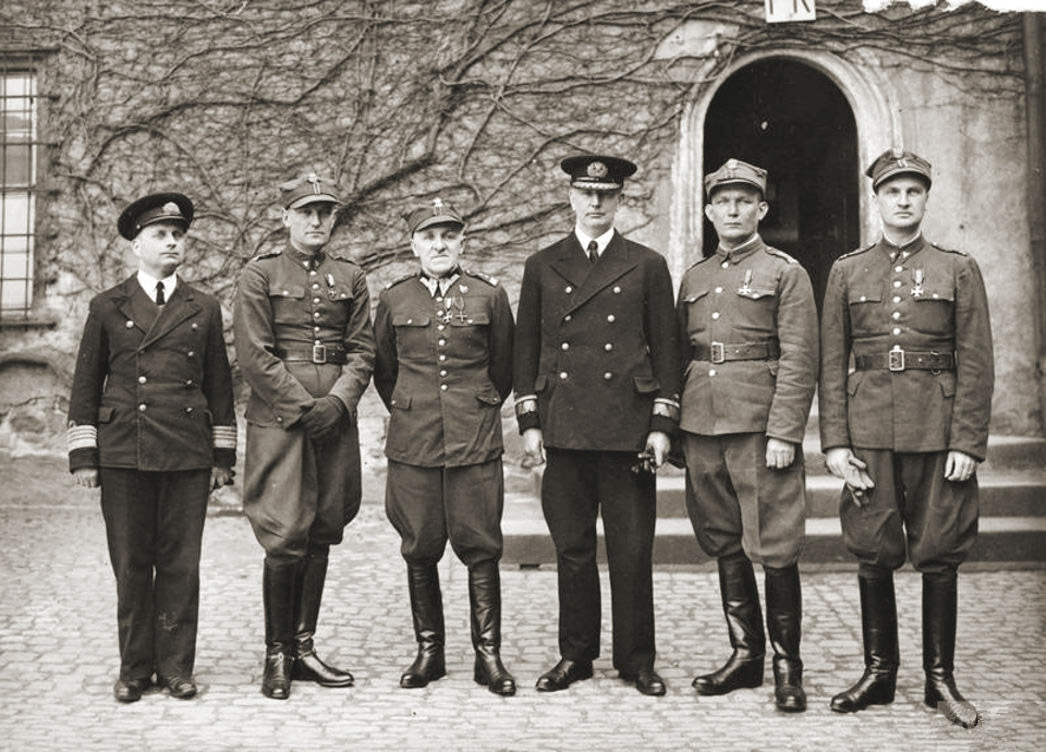
Oficerowie polscy w niewoli niemieckiej. Oflag Colditz. Od prawej: płk Antoni Durski-Trzaska, płk Mieczysław Mozdyniewicz, adm. Józef Unrug, gen. Tadeusz Piskor, płk Władysław Smolarski, kmdr Marian Majewski

Antoni Durski-Trzaska (ur. 21 listopada 1895 we Lwowie, zm. 16 maja 1982 w Lailly-en-Val we Francji) – pułkownik Wojska Polskiego, kawaler Orderu Virtuti Militari.

## Życiorys
Antoni Durski-Trzaska był synem Karola, marszałka polnego porucznika armii Austro-Węgier i generała broni Wojska Polskiego oraz Anny z Edlbacherów. Był kuzynem pułkownika Zygmunta Durskiego.
W latach 1905–1911 uczył się w szkole realnej (korpusu kadetów), a od 1912 w Technicznej Akademii Wojskowej w Mödling. Maturę zdał eksternistycznie w Wiedniu w 1915 roku. W czasie I wojny światowej, w okresie od sierpnia 1914 do lipca 1917 roku, pełnił służbę w Legionach Polskich. Między innymi dowodził 4 baterią 1 pułku artylerii. Po kryzysie przysięgowym wcielony do wojska austriackiego i wysłany na front włoski.
Od 22 listopada 1918 roku adiutant Naczelnika Państwa, 13 grudnia 1918 roku został przydzielony do Adiutantury Naczelnego Wodza Józefa Piłsudskiego. Następnie dowodził baterią zapasową 1 pułku artylerii polowej Legionów. W czerwcu 1919 roku skierowany został na I Kurs Wojennej Szkoły Sztabu Generalnego w Warszawie. W listopadzie 1919 roku objął dowództwo IX dywizjonu artylerii konnej. W listopadzie 1921 roku rozpoczął naukę na Kursie Doszkolenia Wyższej Szkoły Wojennej w Warszawie. We wrześniu następnego roku, po ukończeniu kursu, przydzielony został do Oddziału I Sztabu Generalnego.
17 maja 1922 roku odznaczono go orderem wojskowym „Virtuti Militari" V klasy.  
W okresie od kwietnia 1923 roku do kwietnia 1926 roku był attaché wojskowym w Pradze. W lipcu 1926 roku przeniesiony został z dyspozycji szefa Sztabu Generalnego do 1 dywizjonu artylerii konnej w Warszawie na stanowisko dowódcy dywizjonu. Trzy lata później, w lipcu 1929 roku, obowiązki dowódcy dywizjonu przekazał majorowi dyplomowanemu Stefanowi Brzeszczyńskiemu, a sam objął stanowisko szefa sztabu Dowództwa Okręgu Korpusu Nr I w Warszawie. W październiku 1931 roku wyznaczony został na stanowisko dowódcy 1 pułku szwoleżerów Józefa Piłsudskiego w Warszawie i przeniesiony z korpusu oficerów artylerii do korpusu oficerów kawalerii.
W maju 1937 roku objął dowództwo 10 Brygady Kawalerii w Rzeszowie. W czasie podpisania nominacji na stanowisko dowódcy brygady przebywał w szpitalu po zabiegu trepanacji. Ciężar przeformowania brygady w jednostkę pancerno-motorową spadł na barki szefa sztabu, mjr. dypl. Franciszka Skibińskiego. Wymieniony oficer w swoich wspomnieniach Ułańska młodość, wydanych w 1989 roku, wydał negatywną opinię o swoim ówczesnym przełożonym, jako dowódcy wielkiej jednostki i stwierdził, że został pozbawiony dowództwa przez marszałka Śmigłego-Rydza. 24 października 1938 roku został wyznaczony na stanowisko dowódcy piechoty dywizyjnej 4 Dywizji Piechoty w Toruniu. Przekazanie obowiązków dowódcy brygady miało miejsce 30 października 1938 roku w Bielsku po zakończeniu akcji zaolziańskiej.
W 1939 roku został wyznaczony na stanowisko II dowódcy piechoty dywizyjnej 15 Dywizji Piechoty w Bydgoszczy. Po kampanii wrześniowej przebywał w niemieckiej niewoli. Po uwolnieniu w 1945 roku osiedlił się we Francji.
Prezydent RP August Zaleski mianował go generałem brygady ze starszeństwem z dniem 11 listopada 1966 roku w korpusie generałów.
Dwukrotnie żonaty. Do 1922 roku jego żoną była aktorka Mary Mrozińska. 21 lutego 1923 ożenił się z Marią z Lubińskich.
Zmarł 16 maja 1982 roku w Lailly-en-Val.

## Awanse
- chorąży – 21 października 1914;
- podporucznik – 30 stycznia 1915;
- porucznik – 1 grudnia 1915;
- kapitan – 13 grudnia 1918[15];
- major;
- podpułkownik – zweryfikowany 3 maja 1922 ze starszeństwem z dniem 1 czerwca 1919 w korpusie oficerów artylerii;
- pułkownik – 1 stycznia 1928 ze starszeństwem z dniem 1 stycznia 1928 i 2. lokatą w korpusie oficerów artylerii, w październiku 1931 przeniesiony do korpusu oficerów kawalerii z zachowaniem starszeństwa z dniem 1 stycznia 1928 i 2,4 lokatą;
- generał brygady – 11 listopada 1966.

## Ordery i odznaczenia
- Krzyż Srebrny Orderu Wojskowego Virtuti Militari nr 7505 (17 maja 1922)[16][7]
- Krzyż Niepodległości (6 czerwca 1931)[17]
- Krzyż Oficerski Orderu Odrodzenia Polski (10 listopada 1928)[18][3][19]
- Krzyż Walecznych (czterokrotnie)[3]
- Złoty Krzyż Zasługi (17 marca 1930)[20]
- Medal Pamiątkowy za Wojnę 1918–1921[3]
- Medal Dziesięciolecia Odzyskanej Niepodległości[3]
- Krzyż Komandorski Orderu Gwiazdy Rumunii (Rumunia)[3]
- Krzyż Komandorski Orderu Zasługi (Węgry, 1931)[21]
- Krzyż Komandorski Orderu Lwa Białego (Czechosłowacja)[3]
- Krzyż Wojenny Czechosłowacki 1914–1918 (Czechosłowacja)
- Kawaler Orderu Legii Honorowej (Francja, 1926)[22]